# Aughagower
Aughagower is een klein dorp in het Ierse graafschap Mayo. De plaats telt 875 inwoners. Het is vooral bekend vanwege zijn historische betekenis. 

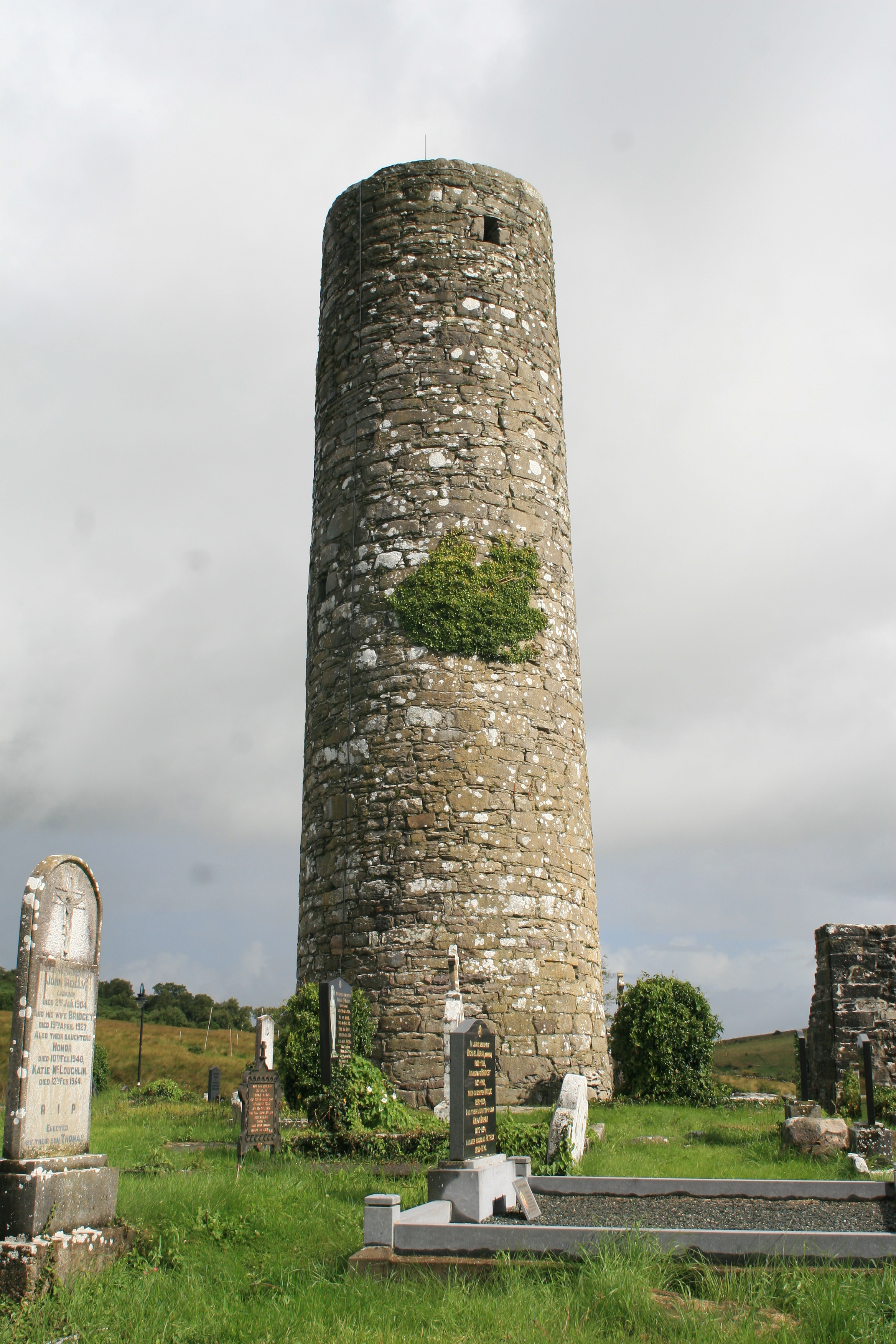
Round tower

 Bij het kerkhof van Aughagower staat een ruïne van een middeleeuwse kerk met daarbij een vrijwel gave round tower uit de tiende eeuw. Sint Patrick zou er een bisdom hebben gesticht dat echter al vrij snel is opgegaan in Tuam.